# Ga Kim Liên
Ga Kim Liên là một nhà ga xe lửa trên tuyến đường sắt Bắc Nam thuộc địa phận thành phố Đà Nẵng, tiếp nối sau ga Hải Vân Nam và trước ga Đà Nẵng. Ga toạ lạc tại số 236/8 đường Nguyễn Văn Cừ, phường Hoà Hiệp Nam, quận Liên Chiểu. Lý trình ga: Km 776 + 880.
Ở ga Kim Liên là nơi tập hợp chính đầu máy D11H, D12E và D20E.

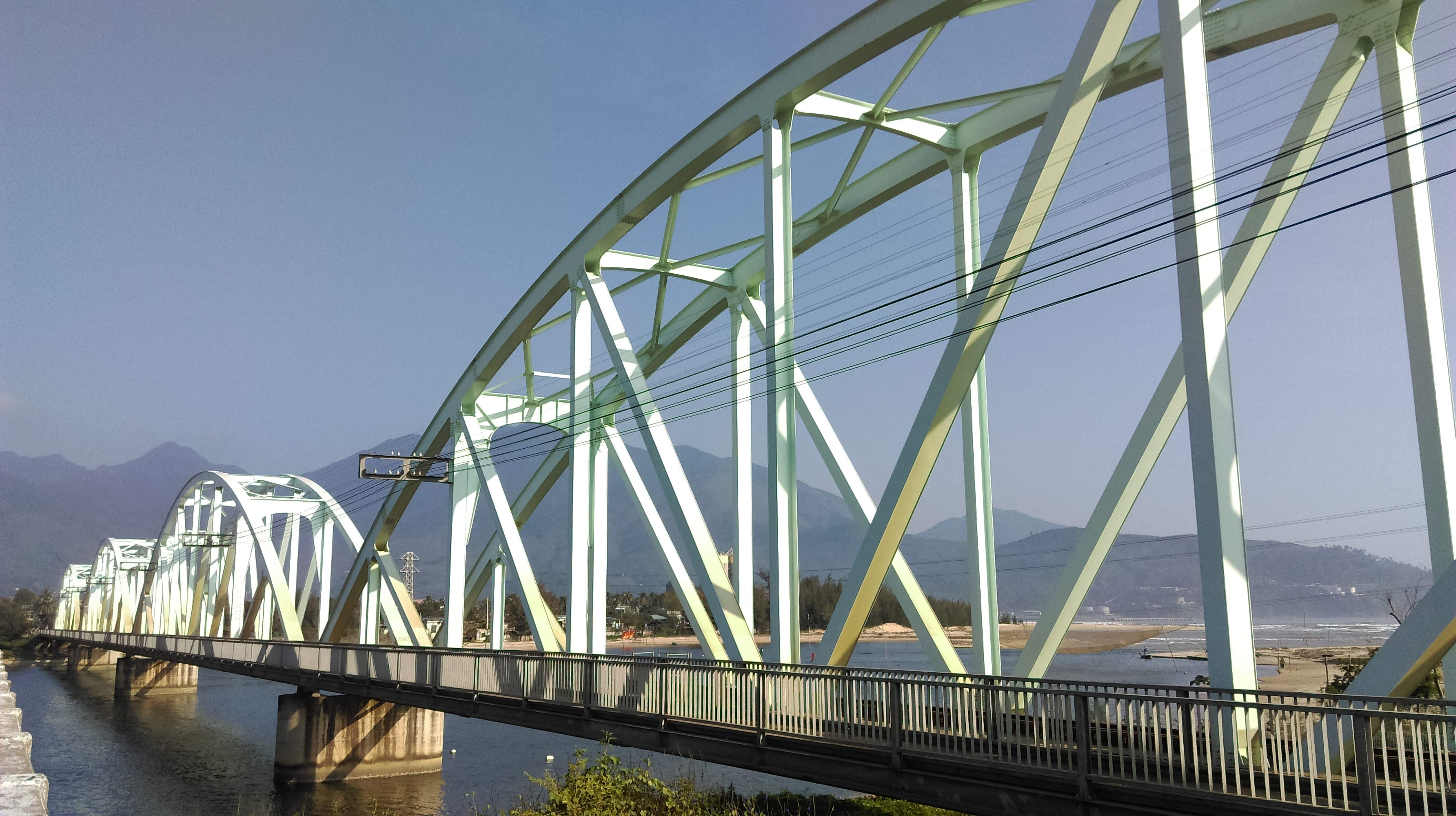
Cầu đường sắt Nam Ô